# الكاريد (ملحان)

تعديل مصدري - تعديل

الكاريد هي إحدى قرى عزلة جبع بمديرية ملحان التابعة لمحافظة المحويت، بلغ تعداد سكانها 410 نسمة حسب تعداد اليمن لعام 2004.